# Eufenika

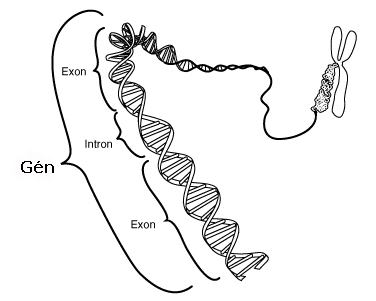
Ez a sematikus ábra a gén és a DNS kettős hélix struktúrája, illetve a kromoszóma közötti összefüggést hivatott bemutatni

Az eufenika elnevezés Joshua Lederberg genetikustól származik, aki George Wells Beadle-lel és Edward Lawrie Tatummal megosztva 1958-ban orvosi-élettani Nobel-díjat kapott, aki a genetikai rekombinációról és a baktériumokban lévő genetikai anyag szerveződéséről tett fölfedezéseiért.
Az eufenika szó egészséges megjelenést jelent, vagyis annak a lehetőségét, hogy a szülőktől az utódokba gének által átörökített esetleges "rossz" tulajdonságok ellenére az utódok külső megjelenése egészséges lehessen, mert a géneket érő külső - a rossz tulajdonságot provokáló - hatásokat tudatosan, az emberek érdekében megváltoztatjuk vagy a minimálisra csökkentjük.
Az eufenika célja a meglevő "jó" gének kifejeződésének megfelelő környezeti hatásokkal történő előmozdítása. Az eufenika megfelel a huszonegyedik század orvosi törekvéseinek és eszméjének, vagyis a megelőzés és a humánum érvényesítésének.

## A klasszikus genetikai megelőzés
Az orvosi genetika az 1950-es években alakult ki a humángenetika és az orvostudomány kapcsolatából, és elsődleges feladata a genetikai betegségek megelőzése. Az orvosi genetika ezt a küldetést főleg genetikai tanácsadók révén oldotta és oldja meg. Magyarországon az első genetikai tanácsadó központot Lenart György alapította 1962-ben.
A klasszikus genetikai megelőzés a gyermekvállalás döntésekor az előnyöket és a veszélyeket veszi figyelembe, azt, hogy a szülő génállományának fele, a 23 kromoszóma milyen biológiai specifikumot ad át az új egyednek. A gyermekvállalás során két veszéllyel számolnak a genetikusok. A specifikus veszélyt a családtervezők egészségi állapota és a felmenő ősök genetikai esetleges genetikai betegségei határozzák meg. Emellett számolni kell az általános veszéllyel, ami minden magzatra leselkedik. A klasszikus genetikai megelőzés mindinkább a genetikai betegségek és fejlődési rendellenességek magzati korban történő felismerésén alapszik. Az emberi faj genetika védelmének és javításának utópista tanulmányozásával az eugenika foglalkozik, amelynek kidolgozója az angol Francis Galton volt.

## A genetikai megelőzés új lehetősége
A ritka, korai kezdésű, súlyos, általában nem kezelhető és egyértelműen örökletesen meghatározott gén- és kromoszómahibák felismerésekor a cél általában a rendellenes utód világrajöttének a megelőzése. A klasszikus genetikai megelőzés erre két fő lehetőséget nyújt. Az egyik: a jelentős veszély beigazolódásakor a családtervezők lemondanak az utódvállalásról vagy jelentősen csökkentik gyermekeik számát. A másik: ha a magzati vizsgálat súlyosabb rendellenességet tár fel, akkor a szülők kérésére a terhességmegszakítás a javallott. Elfogadhatóbb, optimálisabb megoldás érdekében az eufenika a genetikai megelőzés új lehetőségét tárja fel.
A klasszikus genetikai megelőzés a genetikai hajlamok kutatása során érvényesülő komplex betegségekben a genetikusok szerint általában nem érvényesíthető. Soktényezős eredetük miatt különböznek a genetikai betegségek csoportját alkotó gén- és kromoszómahibáktól.

## Az eufenika lényege
Az eufenika lényege a genetikai megelőzés és a humánum maximális érvényesítése. Ennek három elvi feltétele van. Az egyik: igény az öntevékeny egészségvédelemre, ami az egészséges életmódon keresztül valósítható meg. A másik: a genetikai hajlam, vagy egyéni érzékenység feltárása. Az individuális érzékenység jelentős mértékben genetikailag meghatározott, így a közvetlen rokonság betegsége és sorsának megismerése a családfa felvételével és elemzésével. 
Az eufenika az egészséges önvédelmet tartja szem előtt, így a gyakorlati megvalósításának három szintjét különíti el:
- A betegségek specifikus genetikai hajlamának a feltárása. Az erre adódó lehetőségek és változatosak.
  - A családfa felvétele a betegség korábbi családi előfordulásakor, mint támpont.
  - Adott betegség genetikai hajlamának érzékenyebb előrejelzésére kifejlesztett indikátorok vagy  hajlamjelzők és laboratóriumi vizsgálatok révén.
  - Génpróbák alkalmazása modern technológiai eszközökkel.
- A genetkai hajlamot provokáló ártó külső tényezők és védőfaktorok ismerete. Ilyen például a káliumsó az esszenciális magasvérnyomás- betegségekben vagy a gyökfogók, ún. antioxidánsok bizonyos ráktípusokban és az érelmeszesedésben.
- Egészségmegelőző programok szervezése. Ezek segítségül szolgálnak a megfelelő szűrések bevezetéséhez a genetikai hajlamosság feltárására, jól átgondolt oktatási-nevelési módszerek kifejlesztésére az ártó tényező korlátozására. Emellett biztosítani kell egy olyan légkör megteremtését, amely a résztvevők jó együttműködési készségét teremti meg.